# Peter Baumeister
Peter Baumeister (* 6. Februar 1940 in Dortmund) ist ein deutscher Jazz-Schlagzeuger und Bankier.

## Leben
Baumeister, der ab 1954 in Frankfurt am Main lebte, studierte Schlagwerk bei Wilhelm Balzer von der Oper Frankfurt und Schlagzeug bei Rudi Sehring. Seit 1958 trat er im Frankfurter Jazzkeller auf. 1961 spielte er im Trio von Heinz Sauer auf dem Festival in Düsseldorf und wurde dort als bester Solist ausgezeichnet.
1960 schloss Baumeister sich dem Quintett von Günter Kronberg an. Ab 1961 spielte er in verschiedenen Gruppen von Joki Freund, ab 1962 war er außerdem Mitglied in Waldi Heidepriems Modern Jazz Group Freiburg und in der Gruppe von Barney Wilen. Er trat mit George Gruntz und Helen Merrill sowie im Weiteren mit Chet Baker auf, aber auch mit Albert Mangelsdorff und vor allem mit seinem Freund Volker Kriegel. Einem größeren Publikum wurde er bekannt durch sein Spiel im Dave Pike Set. Baumeister spielte auch mit Franco Ambrosetti und mit Klaus Doldinger.
Während der Vorbereitung einer  Promotion in Volkswirtschaftslehre wurde er 1971 persönlicher Referent des Präsidenten der Johann Wolfgang Goethe-Universität. Anschließend trat er in die väterliche Kreditbank ein und widmete sich deren Geschäften als Manager. In der deutschen Jazz-Szene trat er ab diesem Zeitpunkt kaum mehr in Erscheinung, organisierte aber in Frankfurt ab 1976 die in den Sommern regelmäßigen sonntäglichen Jazz-Konzerte im Innenhof des Historischen Museums. Gelegentlich trat er noch im Jazzkeller Frankfurt auf, insbesondere um bei Fritz Hartschuh Hard Bop zu spielen. Am 3. Oktober 2007 kam es in Frankfurt zur musikalischen Wiederbegegnung mit Dave Pike.
Baumeister war ein vorzüglicher Schlagzeuger, gleichermaßen kompetent in Post Bop (z. B. bei Joki Freund) und polymetrischer Fusion-Music (z. B. im Dave Pike Set). Heute lebt er in Eschborn.

## Diskographie
- Joki Freund Sextet: Yogi Jazz, 1963
- Volker Kriegel: With A Little Help From My Friends, 1968
- Volker Kriegel: Spectrum, 1971
- Volker Kriegel: Inside: Missing Link, 1972
- Dave Pike Set: Noisy Silence - Gentle Noise, 1969
- Dave Pike Set: Four Reasons, 1969
- Dave Pike Set: Live at the Philharmonie, 1969
- Dave Pike Set: Infra Red, 1970
- Dave Pike Set: Album, 1972
- Dave Pike Set: Masterpieces, 1969–1972
- Gustl Mayer’s Jazz Stampede: Yellow Cab, 1980